# 黄梨木属
黄梨木属（学名：Boniodendron）是无患子科下的一个属，为乔木植物。该属共有2种，分布于越南北部和中国南部。